# 博伊西州立大學
博伊西州立大學（Boise State University），是一所位于美国爱达荷州博伊西的公立研究型大学，由美国圣公会创立于1932年，1934年成为独立的两年制学院，1974年成为该州的第三所州立大学。
按学生数算，它是爱达荷州最大的大学，提供的本科学位数量在州内位于第一。2018年《美國新聞與世界報道》將其列在全美大学排名中的第281-301位。